# La Casanova de Puig-redon
La Casanova és una masia de Puig-redon, disseminat del municipi de Torà (Solsonès), inclosa a l'Inventari del Patrimoni Arquitectònic de Catalunya.

## Situació
La masia està estratègicament situada al cap d'una proa de la costa que separa els camps de conreu del Soler i de les Feixes, al seu mateix nivell, dels de cal Millet i Jovans, 25 metres sota seu. Vista des de cal Millet dona tota la sensació d'un castell.
Per anar-hi cal agafar la pista en bon estat que surt, cap al nord, al km. 3,7 (41° 49′ 54″ N, 1° 25′ 19″ E / 41.831692°N,1.422035°E) de l'antiga carretera LV-3005 de Torà a Solsona. Als 1,2 km es passa pel costat de les edificacions de cal Millet (41° 50′ 11″ N, 1° 24′ 44″ E / 41.836514°N,1.412143°E) i als 1,9 km es pren la desviació a la dreta fins a la Casanova.

## Descripció
Edifici de tres plantes i quatre façanes.

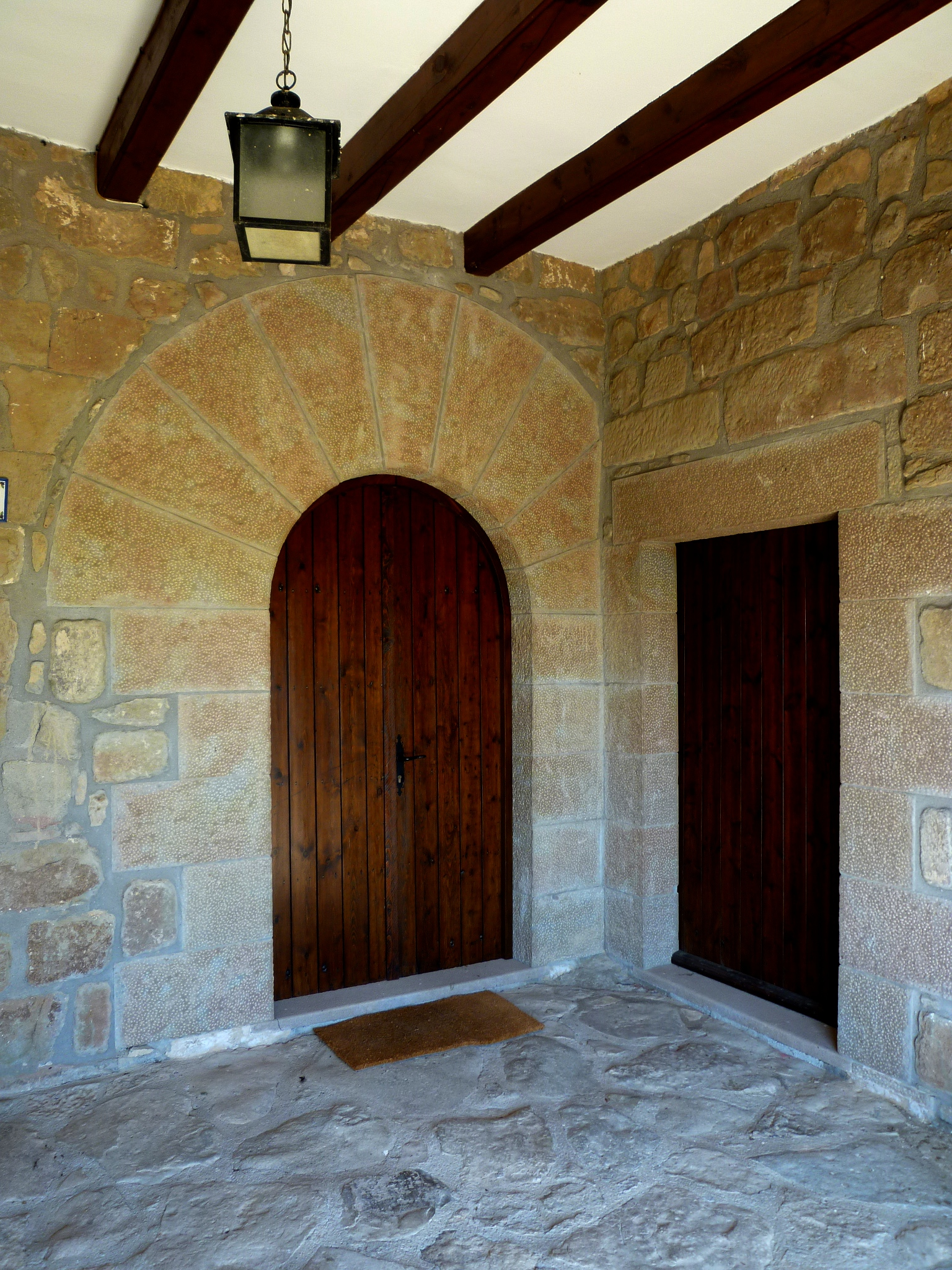
Portada interior

La façana principal es troba orientada a l'est, aprofita part d'un cingle de pedra per aixecar la construcció, al costat de la porta d'accés, es troba un contrafort que sobresurt del pla de la paret, l'altre contrafort és a l'extrem i una part dona la volta per l'altra cara. Dues escales condueixen a la porta principal construïda en arc de mig punt, porta que permet l'accés a una entrada on, al fons es troba una altra porta en arc de mig punt. A la planta següent,hi ha una petita obertura, a la part del centre una finestra amb llinda de pedra i a continuació un balcó interior amb barana de ferro. A la darrera planta a l'esquerra hi ha una petita obertura.
A la façana nord, hi ha una finestra amb llinda de pedra a la segona planta i una de més petita a la darrera. A la façana oest, a la planta baixa hi té annexat un altre edifici, a la part dreta hi ha una petita entrada amb porta metàl·lica. A la planta següent, hi ha dues finestres amb llinda de pedra i ampit. A la darrera n'hi ha dues de petites. A la façana sud, a la planta baixa hi ha tres finestres. A la següent, a la part esquerra hi ha dues finestres, a la dreta hi ha una gran obertura acabada amb arc que dona a una galeria. A la darrera planta hi ha una petita obertura. La coberta és de dos vessants (nord-sud), acabada amb teules.
A aproximadament 1 metre de la façana nord, hi ha una petita edificació, es tracta d'un cup de vi. L'edifici annexat a la façana oest, consta d'una planta. A la façana oest té algunes petites obertures. A la façana est, té una entrada amb llinda de pedra on hi ha inscrita la data de 1761. La coberta és d'un vessant (oest), acabada amb teules. Al costat d'aquest darrer edifici, hi ha una prolongació d'aquest. Amb un espai tancat per la coberta però sense entrada, on hi ha una petita pica al mur oest.

## Història
La datació aproximada és del segle xviii però el seu enclavament (a sobre d'un petit turó) i el seu nom "Casanova" fa pensar que pot tenir uns precedents més antics.